# Elisabeth Sand
Elisabeth Sand, född den 13 oktober 1953, är en norsk skådespelerska, dotter till skådespelaren Rolf Sand, bror till Hans Jacob Sand samt gift med regissören Erik Gustavson.
Sand debuterade 1969 som Annika i Pippi Långstrump på Det Norske Teatret, där hon har varit anställd sedan 1975. Hennes repertoar är mycket bred: hon har fått uppmärksamhet för Shakespeare-roller som Cordelia i Kung Lear och Ofelia i Hamlet, och har vidare spelat Tabitha i Arne Garborgs Læraren, Olaug i Alf Prøysens Trost i taklampa, Magdalena i García Lorcas Bernarda Albas hus och titelrollen i Strindbergs Fröken Julie.
Hon har gjort betydande filminsatser i Blackout (1985), Herman (1990) och Telegrafisten (1993). I Fjersynsteatrets dramadokumentär De hvite bussene (om svenska Röda korsets vita bussar) spelade hon Wanda Heger.